# Spragueia inversa
Spragueia inversa là một loài bướm đêm trong họ Noctuidae.